# The Book of Taliesyn
The Book of Taliesyn este al doilea album al trupei engleze de rock Deep Purple, lansat în 1968 de Tetragrammaton în SUA, și de Harvest Records în Marea Britanie, și Polydor în Canada și Japonia în 1969.
Albumul vine după Shades of Deep Purple, un album cu o sonoritate progresivă/psihedelică; cu toate acestea unele melodii de pe acest disc sună mai "greu" prevestind noul stil al formației pe care aceasta îl va aborda odată cu Deep Purple in Rock. 
Sunt trei preluări după alți artiști pe acest album - "Kentucky Woman" , originală a lui Neil Diamond , "We Can Work It Out" după The Beatles și "River Deep Mountain High" cunoscută pentru versiunea duo-ului Ike and Tina Turner . Kentucky Woman a fost lansat ca single.
Numele albumului este luat după un celebru manuscris galez al secolului XIV ce includea poezii atribuite poetului din secolul VI, Taliesin.

## Lista pieselor
1. "Listen, Learn, Read On" (Rod Evans, Ritchie Blackmore, Jon Lord, Ian Paice) (4:05)
2. "Wring That Neck" (Blackmore, Nick Simper, Lord, Paice) (5:13)
3. "Kentucky Woman" (Neil Diamond) (4:44)
4. "Exposition - We Can Work It Out" (Blackmore, Simper, Lord, Paice, John Lennon, Paul McCartney) (7:06)
5. "Shield" (Evans, Blackmore, Lord ) (6:06)
6. "Anthem" (Evans, Lord) (6:31)
7. "River Deep Mountain High" (Jeff Barry, Ellie Greenwich, Phil Spector) (10:12)

## Single-uri
- "Kentucky Woman" (1968)
- "Wring That Neck" (1968)
- "River Deep Mountain High" (1969)
- "Listen, Learn, Read On" (1969)

## Componență
- Rod Evans - voce
- Ritchie Blackmore - chitară
- Nick Simper - chitară bas, voce de fundal
- Jon Lord - orgă Hammond, claviaturi, voce de fundal
- Ian Paice - baterie